# Bataille de Stalling Down
 (août 2017).
Révolte des Gallois
Batailles
La bataille de Stalling Down eut lieu en août 1403, à St Hilary, près de Cowbridge (Vale of Glamorgan), au Pays de Galles. La bataille eut lieu entre les forces du chef rebelle gallois Owain Glyndŵr et l'armée anglaise du roi Henri IV. Elle s'inscrit dans la révolte des Gallois.

## La bataille

### Localisation
Stalling Down un terrain à l'est de Cowbridge, qui se situe actuellement dans le village de St Hilary. Le site le plus probable de la bataille serait une colline nommée Bryn Owain, c'est-à-dire la colline d'Owain.
Le site est aussi désigné sous le nom de Stallington. Une voie romaine traverse la colline, ce qui aurait été très pratique pour faciliter le passage du armée importante comme celle des Anglais.

### Composition des armées
L'armée galloise comprenait un contingent français. Les Gallois étaient commandés par Rhys Gethin et Cadwgan, lord de Glyn Rhondda. Cadwgan combattait avec une hache et était surnommé Cadwgan à la Hache sanglante. Owain Glyndŵr aurait également été présent.

### Issue
La bataille aurait duré 18 heures et se serait conclue par une cinglante défaite anglaise. Les chevaux qui ont survécu au combat auraient été couverts de sang.
L'armée anglaise se retrancha en hâte à Cardiff, poursuivie par les Gallois, alors que la région était inondée à cause des nombreux orages.

## Postérité

### Découverte des cadavres
En 1896, les squelettes des soldats morts dans la bataille auraient été retrouvés lors de fouilles archéologiques dans une église proche de Cowbridge.

### Doutes
Plus récemment, les historiens ont mis en doute la véracité d'une telle bataille près de Cowbridge. En effet, la bataille est mentionnée pour la première fois au XVIIIe siècle par Iolo Morganwg, écrivain gallois connu pour ses prises de liberté avec les événements historiques. De plus, les biographes d'Owain Glyndŵr ne mentionnent pas la bataille. Arthur Bradley cite dans sa biographie en 1901 une bataille près de Cowbridge mais qui aurait eu lieu en 1405.
Cependant, les sources s'accordent unanimement pour dire qu'à l'automne 1403, Glyndŵr était présent à Carmarthen, qui est proche de Cowbridge. Ainsi il aurait pu mener un raid à Cowbridge et rencontrer à cette occasion l'armée anglaise.